# مراقب باش خانم
مراقب باش خانم (به انگلیسی: Lady Beware) فیلمی محصول سال ۱۹۸۷ و به کارگردانی کارن آرتور است. در این فیلم بازیگرانی همچون داین لین، مایکل وودز، کاتر اسمیت و تایرا فرل ایفای نقش کرده‌اند.